# Duddon Valley

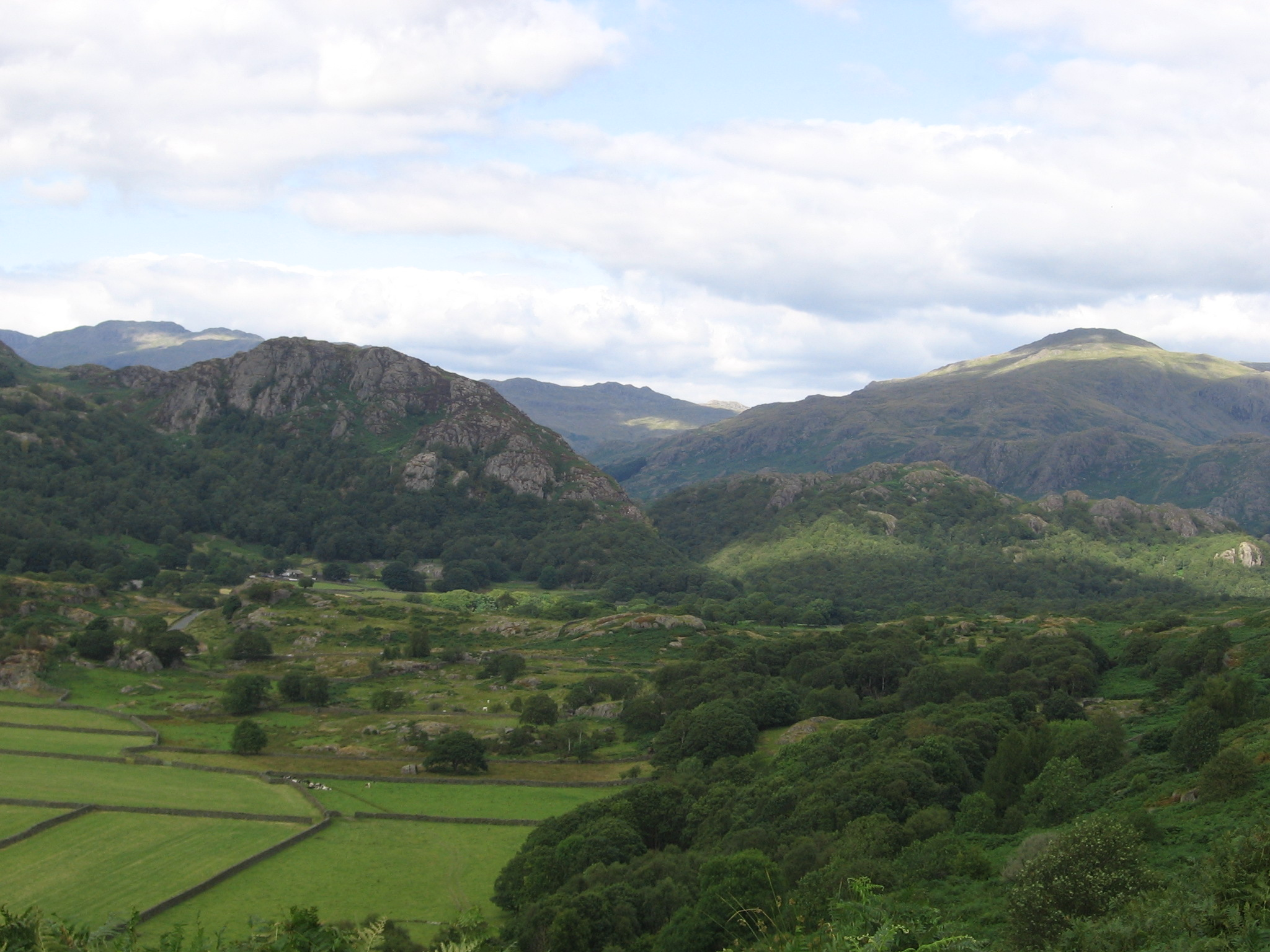
Duddon Valley

Duddon är en dal i Lake Districts nationalpark i Cumbria, England. Floden Duddon flyter genom dalen och börjar i bergen mellan Eskdale och Langdale innan den flyter vidare ner i Irländska sjön nära Broughton in Furness.